# Cooper T86

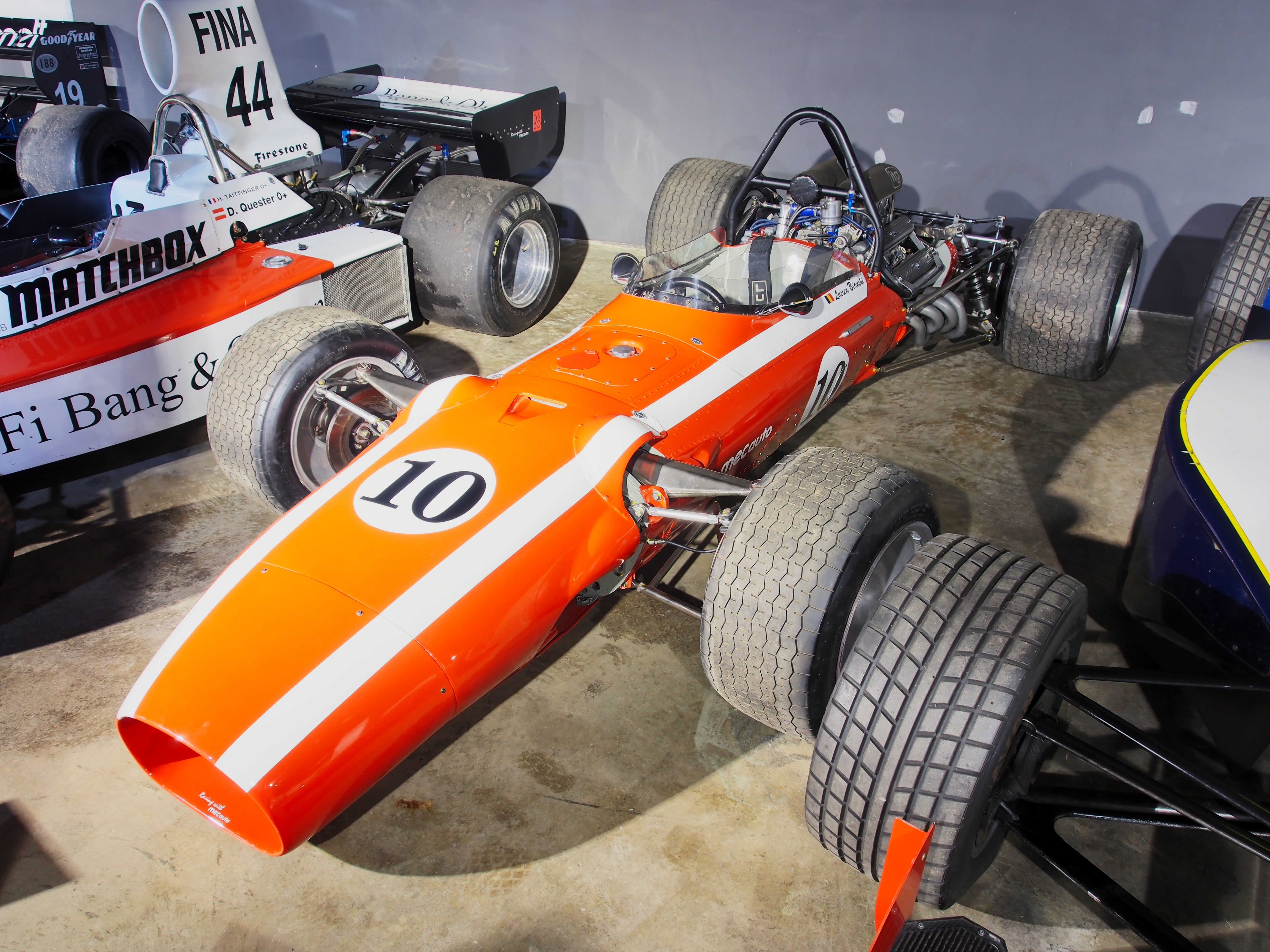
Cooper T86C del 1968 con motore Alfa Romeo Tipo 33

La Cooper T86, chiamata anche Cooper-Maserati T86, è una monoposto di Formula 1 realizzata dalla scuderia britannica Cooper per partecipare alle stagioni 1967 e 1968 dell'omonimo campionato. Furono realizzate anche altre due versioni denominate T86B e T86C, costruite per ospitare diversi motori tra cui il motore Maserati e quello Alfa Romeo. La vettura è ultima ad essere costruita dalla Cooper e per correre in Formula Uno.